# IPhone Photography Awards
L'iPhone Photography Awards (IPPAWARDS) è un concorso fotografico internazionale per immagini scattate con un iPhone. Il premio è stato fondato nel 2007, lo stesso anno in cui è stato messo in commercio il primo iPhone. Il concorso si tiene ogni anno con tre vincitori complessivi e tre vincitori per ciascuna delle 19 sottocategorie che vengono selezionati da una giuria.

## Albo d'oro
2008

2009

2010

2011

2012

2013
1. Holly Wesley
2. Brolin Roney
3. Bob Weil

2014
1. JulioLucas
2. José Luis Barcia Fernández
3. Jill Missner

2015
1. Michał Koralewski
2. David Craik
3. Yvonne Lu

2016
- Vincitore del Gran Premio, Fotografo dell'Anno - Siyuan Niu

1. Patryk Kuleta
2. Robin Robertis
3. Carolyn Mara Borlenghi

2017
- Vincitore del Gran Premio, Fotografo dell'Anno - Sebastiano Tomada

1. Brendan O Se
2. Yeow-Kwang Yeo
3. Kuanglong Zhang

2018
- Vincitore del Gran Premio del Bangladesh, Fotografo dell'Anno - Jashim Salam

1. Alexandre Weber
2. Huapeng Zhao
3. Zarni Myo Win

2019
- Vincitore del Gran Premio Italia, Fotografo dell'Anno - Gabriella Cigliano[23]

1. Diogo Lage
2. Yuliya Ibraeva
3. Peng Hao

2020
- Vincitore del Gran Premio del Regno Unito, Fotografo dell'Anno - Dimpy Bhalotia

1. Artyom Baryshau
2. Geli Zhao
3. Saif Hussain

2021
- Vincitore del Gran Premio - István Kerekes

1. Sharan Shetty
2. Dan Liu
3. Jeff Rayner

2022
- Vincitore del Gran Premio - Antonio Denti

1. Rachel Sela
2. Kelley Dallas
3. Glenn Homann

2023
- Vincitore del Gran Premio - Ivan Silva

1. Thea Mihu
2. Sasa Borozan
3. Derek Hager

2024
- Vincitore del Gran Premio - Erin Brooks

1. Glen Wilbert
2. Mogli Maureal
3. Wenlong Jiang